# 卢作孚
盧作孚（1893年4月14日—1952年2月8日），原名卢魁先，后改名卢思，字作孚，以字行，男，四川省重庆府合州（今属重庆市合川区）人，近代中国实业家，民生轮船公司（现民生集团的前身）的创办者，北碚的开拓者，他领导了1938年的人员物资自武汉、宜昌向四川的大转运。他是國民政府全國糧食局長、工礦團體西區選出之第一屆國民大會代表。經中共方面游說，1949年後拒絕政府邀請撤台，轉而支持中华人民共和国。1952年在三反運動中被批判，自殺而死。

## 生平

### 早年
1893年4月14日生于重庆合川，因家境贫寒，上完小学即辍学。 1910年，卢作孚加入同盟会并参加了四川的保路运动。

### 实业建设

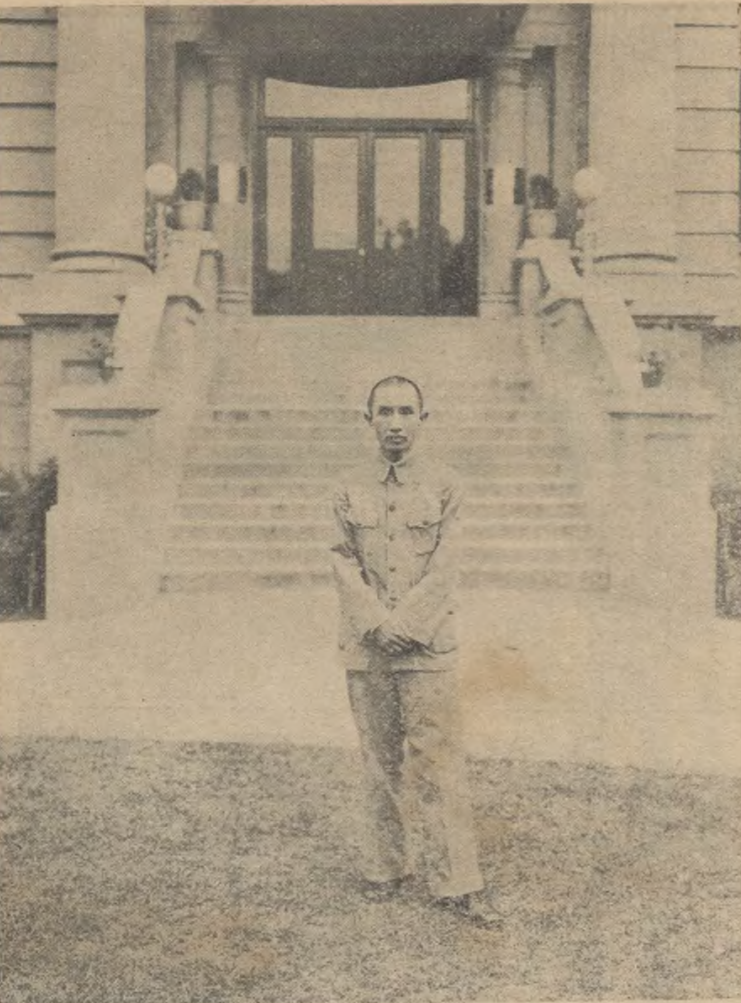
1935年时任民生实业公司总经理的卢作孚

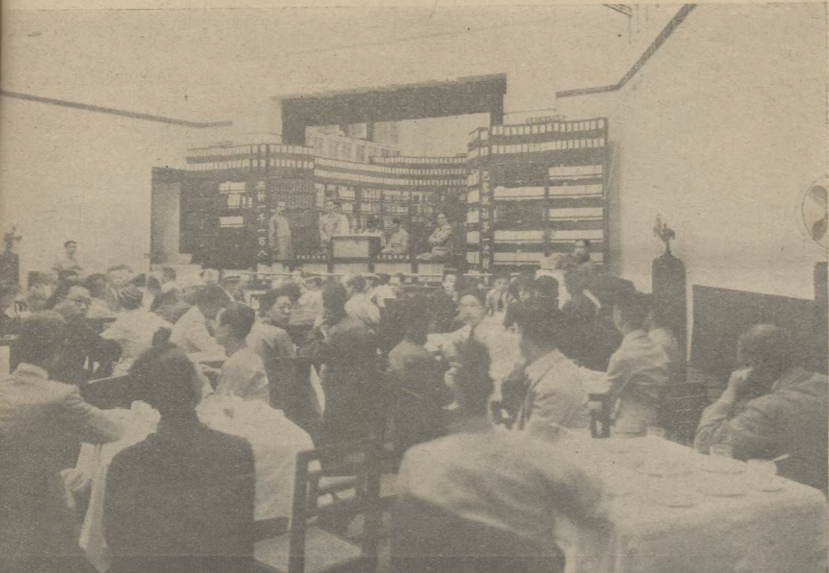
1935年 卢作孚先生讲演

1926年创办民生实业股份有限公司，逐步发展为拥有140多艘江海轮船和近万员工的大企业，并持有重庆天府煤矿三分之一的股份。1940年就任中华民国全国粮食局局长。
- 北川鐵路 
1927年8月，盧作孚從上海聘請丹麥工程師守爾慈勘測設計修建，總長18公里，克服種種困難，於1935年3月全線通車。該鐵路有火車頭、貨車廂、客車廂、水車廂，常年穿行於當時屬於江北縣與合川縣界的文星鄉和戴家鄉境內（今北碚天府礦區），不但使此間的煤礦開採進入了新時代，並成為了當時北碚的一大景觀，成為了四川的第一條鐵路。
- 峽區地方醫院
即現重慶市第九人民醫院，又名民生醫院。盧作孚1927年用舊廟作院址，“創辦一個地方醫院，為遠近的人民治療疾病”而創辦，抗戰時期為江蘇醫學院。“情系民生、追求卓越”為辦院理念。1936年，盧作孚主持峽區舉辦了敬老會，旨在“提倡健康的人生”。
- 《嘉陵江》報 1928年3月4日， 盧作孚改組《學生週刊》，創辦了三日刊《嘉陵江》報，刊載省內外現代的國防、交通、產業、文化和嘉陵江三峽各項事業的消息。盧作孚以“努力的同人”的名 義，在《發刊詞》中說：“嘉陵江是經過我們這一塊地方的一條大河，我介紹的卻是一位小朋友。我們盼望這個小報傳播出去，同嘉陵江那條河流一樣廣大，至少流 到太平洋……”由於白話淺顯易懂，編輯簡明扼要，新聞素材豐富，專人派送發行，時效性強，受眾廣泛，該報很快就改為兩日刊。1931年1月改為《嘉陵江日報》，贏得廣大讀者喜歡。
- 中國西部科學院
 即現重庆自然博物馆。1930年3月，盧作孚派人打菩薩，將火焰山東嶽廟上殿改建博物館。在蔡元培、黃炎培、翁文灝等大力支持下，于同年9月成立了中國西部科學院，盧作孚任院長，陳列有風物、衛生、工業、煤炭等物品。隨後，設立了地質、生物、理化和農林等研究所。
- 三峽染織工廠
 即後來的大明織布廠、重慶絨布總廠。1930年10月，三峽染織工廠由峽防局工務段改組成立，盧作孚任董事長，是四川第一個機械織布廠。其廣告曰：“三峽國布，風行全國；花樣新穎，永不褪色”。
- 天府礦業公司 
1933年，盧作孚促進北川鐵路沿線的五個較大的煤廠合併，成立了天府礦業公司。抗戰時，盧作孚與“煤油大王”孫越崎促成了天府煤礦與河南中福煤礦公司的合作，使天府礦業採用了礦燈照明和絞車提升，設備、器材和技術不斷加強，產量大大提高，為中國戰時首都重慶的供煤量達45%。

### 建设北碚

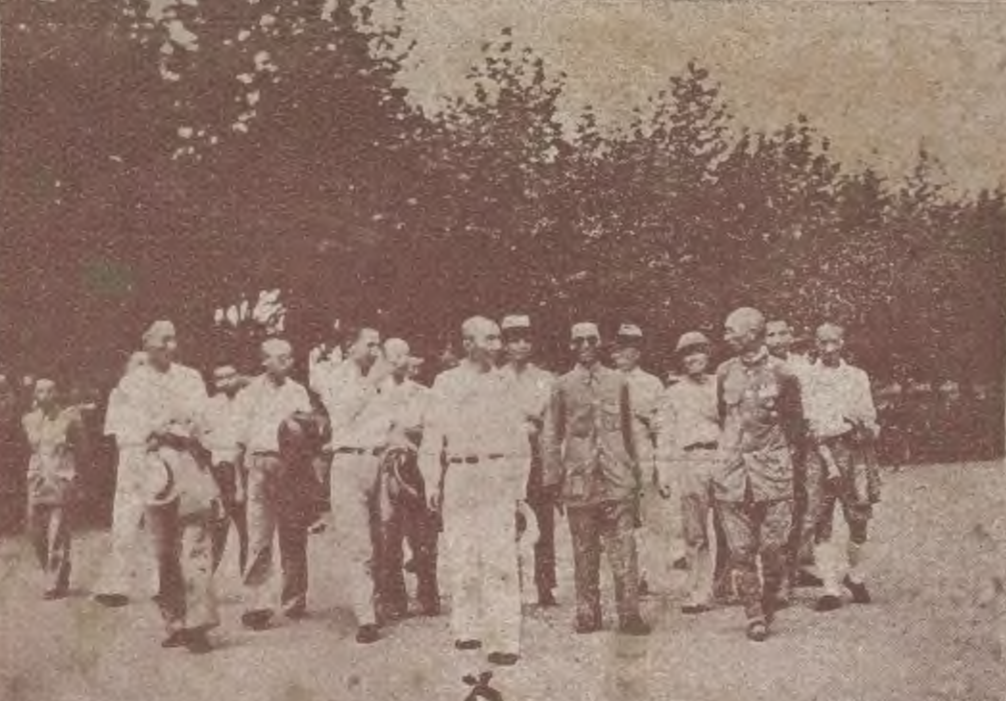
1937年 时任四川建设厅厅长的卢作孚视察北碚

卢作孚是北碚的開拓者，被喻為“北碚之父”。
- 北碚花園城的雛形
 盧作孚文選載：“北碚面臨嘉陵江，高出江面八丈以上，然而是要被洪水淹沒的。後面被一條溪流圍繞著，中央高而周圍低，每被洪水淹沒的時候，市場的人無法逃避。最好是將溪流填了起來與北碚一樣平，作人們逃避的道路，而且增加現在無法發展的市場一倍以上的地面。”據盧作孚的次子盧國紀先生著文說：“父親依靠全體民眾的辛勤勞動，環繞北碚後面的一條很深的溪流填築起來了。北碚市區的面積也成倍地擴大了。父親以青島的建設為藍圖，建起了北碚第一個街心花園，並在北碚的周圍種上了從上海帶回來的梧桐，使北碚有了一個花園城市的雛形。”
- 兼善中學
 1930年秋，盧作孚所辦北碚私立兼善中學開學。“窮則獨善其身，達則兼善天下”詮釋了“兼善天下”的辦學理念，立校訓“捨得幹，讀兼善”傳承至今。當時，兼善中學辦有兼善農場、兼善餐廳、兼善公寓和石灰廠籌實業，既是培育學生的勞動基地，又堅持了自力更生地辦學。
- 重庆北温泉 北碚公園 
1927年，盧作孚一到北碚不久，就利用縉雲山下的南宋初建的溫泉寺創辦嘉陵江溫泉公園，增建溫泉游泳池、浴室、餐廳等設施，成為了中國最早的溫泉公園。1927年底開始，盧作孚組織在北碚新營房受訓練的各期青年學生，在北碚火焰山上修建平民公園，即現北碚公園。
- 北碚圖書館 
“創辦一個圖書館，供給近的人們到館裏讀書，遠的人們到館裏借書。”1928年，盧作孚在北碚關廟，利用大家捐贈的四百本書，辦起了峽區圖書館，即現在的北碚圖書館，人們親切地稱“紅樓圖書館”。
- 北碚體育場 
1927年8月，盧作孚在北碚鞍子壩租了一塊土地，著手建體育場，於第二年建成，命名為“北碚體育場”。1929年4月20日至26日，盧作孚主持峽防局在這裏舉辦了四川近代體育史上規模最大、專案最多、參加面最廣的“嘉陵江運動會”，來自重慶、江北、巴縣、璧山、合川和北碚共38個單位及社會團體的1161名運動員踊躍角逐。

### 在抗战运输及宜昌大撤退中的贡献
抗日战争爆发后，中国政府不得不撤离东部地区的政府机构、学校、工厂和人民到西部后方，以维持长期的抗战所需国力。物资和人员的大规模转移成为战时交通运输的主要挑战。在1937年，卢作孚的民生实业公司和多家公司合作从上海、镇江、南京等地点抢运大量人员和物资到武汉、宜昌。其中，1937年10月、11月间，民生实业公司利用其南京办事处所属澄平码头，从南京抢运到汉口的物资，共6491吨，包括10月公物2957吨，11月公物2877吨，另搭商货657吨。同年10月至12月间，民生公司运送了金陵兵工厂枪弹厂的2000吨器材，由芜湖运至重庆。
1938年1月，中国政府任命卢作孚为交通部次长，负责指挥战时水陆运输。随着日军逼近，1938年10月武汉沦陷，大量人员和物资聚集在宜昌，迫切需要撤离入川。此时，除了苏联有限军援外，其他国家皆袖手旁观，滞留在宜昌的人员和物资对抗战前景至关重要。当时四川不通铁路，公路亦少，渝宜之间惟水路可通。然而，从12月开始，长江渝宜段会进入长达5个月的枯水期，无法通行轮船，撤运工作的时间非常紧张。当时可供往返渝宜的24艘轮船中，民生公司占了22艘，成为宜昌撤退的主力。卢作孚于1938年10月23日抵达宜昌，指挥撤退。由于轮船运力不足，他又请求交通部在重庆征集2000艘木船，有关部门在湖北又征集了800艘木船，参与撤离。在40天内，大部分滞留在宜昌的人员被运走，物资的三分之二被转移，再过20天，所有物资也全部转移。因受日寇军机轰炸，民生公司在运输中损失轮船16艘，116名员工牺牲、61名伤残。
宜昌大撤退中，卢作孚指挥船队总计将3万多人和9万多吨物资安全送达大后方，这相当于民生公司1936年全年的运输总量。宜昌大撤退涵盖了众多军工、轻重工业和航空工业单位，如兵工署22厂、23厂、24厂、25厂、金陵兵工厂、兵工署陕西厂、兵工署河南巩县分厂、兵工署河南汴州厂、湘桂兵工厂、南昌飞机厂、航委会无线电厂、航委会宜昌、安庆、扬州航空站、上海钢厂、大鑫钢铁厂、周恒顺机器厂、中福煤矿、大成纺织厂、武汉被服厂等，代表着中国军工、轻重工业和航空工业的精华。据国民政府经济部统计，宜昌大撤退抢运进来的兵工厂和民营企业机器设备，每月可造手榴弹30万枚、迫击炮弹7万枚、飞机炸弹6千枚、十字镐20多万把。日寇在检讨武汉会战得失时，认识到宜昌大撤退的作用：“假定昭和十三年（1938）攻占武汉作战的同时就攻占宜昌，其战略价值就大不一样了。一定能置中国的民族工业于死地。”由于宜昌大撤退的紧张和重要性，著名教育家晏阳初将其称为“中国实业上的敦刻尔克”。
截至1940年6月宜昌沦陷前，民生公司共计撤运了150余万人和100多万吨货物，并累计运送了270余万人的川军出川参与抗战。其中机关、团体、学校、工厂、医院等单位入川的旅客6.4万人，包括著名教育家陶行知以及中央大学、复旦大学、武汉大学、山东大学、金陵大学、大厦大学、中央陆军学校、航空机械学校、国立戏剧学校等数十所院校的师生。从1936年到1945年，由民生公司承担的客运量从41万人次增长到488多万人次，增长10.9倍，年均递增率高达31.7%，货运量从8万吨增加到17万吨，净增约9万吨，增长1.1倍，年均递增率达8.6%。由于在抗日期间办理军运卓有劳绩，中国政府1939年1月授卢作孚三等采玉勋章，1944年5月授二等卿云勋章，1945年10月授胜利勋章。

### 中华人民共和国时期
1949年中国政权更迭，蒋介石政权要求要他到台湾继续他的航运事业，新成立的中华人民共和国则动员他北上投靠新政权。最终卢作孚在中共地下党的说服和安排下，1950年6月10日，他带着他在香港的船队投奔了中华人民共和国，并与新政权签订了公私合营的协议。
1950年6月，卢作孚到北京参加中国人民政治协商会议第一届全国委员会第二次全体会议，并被增选为全国政协委员。期间曾与毛泽东、周恩来、朱德、陈云等中共领导见面。同年10月回到重庆，后被任命为西南军政委员会委员。
1951年初到川南参加土地改革。
在三反五反运动期间，民生公司因经营状况不佳，财务逐渐陷入困境。1952年2月5日，民生公司的川江主力船“民铎”号在丰都触礁沉没。2月8日上午民生公司召开“五反”动员大会，卢作孚被揭发“腐蚀拉拢国家干部”。当晚，卢作孚在重庆民国路20号家中吞服安眠药自杀身亡。
卢在一张草纸上留下遗嘱：
|  | 1. 妻子蒙淑仪生活依靠诸儿女； 2. 民生公司股票退还； 3. 西南军政委员会证章送还； 4. 借公司的家具归还。 |

1980年，中共四川省委为卢作孚作出的政治结论中说：“卢作孚为人民做过许多好事，党和人民是不会忘记的。”对卢作孚的一生作出了肯定的评价。

## 延伸阅读
- 张守广. . 江苏古籍出版社. 2002. ISBN 7-80643-309-0.
- 卢国纪. . 四川人民出版社. 2003. ISBN 9787220062988.

## 相關組織
- 盧作孚研究中心：于1997年4月14日在西南師範大學成立。研究中心的成員由西南師大相關院所及重慶市和北碚區有關單位的有志于盧作孚研究的專家學者組成。研究中心的成立得到了民生公司（當年盧作孚創辦）的支持。
- 西南大學作孚學社：一個立志于弘揚與宣傳盧作孚精神的學生組織，2007年在西南大學成立。

## 外部連結
- 民生輪船股份有限公司（页面存档备份，存于）
- 航运巨子卢作孚（页面存档备份，存于）
- 盧作孚研究中心
- 作孚學社